# Zvonček (revija)
Zvonček je bil na svojem začetku, leta 2002, revija za otroke, od leta 2003 dalje pa izhaja kot zgoščenka, ki mu je priložena knjižica. Namenjen je otrokom od 3. do 8. leta starosti.

## O Zvončku
Glavna junaka Zvončka sta Miha in Neža, ki otroke skozi zgodbo popeljeta v svet dogodivščin. Pomagata si tudi s pesmicami in pravljicami. Glavnima junakoma sta glas posodila glasbenica in svobodna umetnica Marta Zore (Neža) ter igralec Gojmir Lešnjak – Gojc (Miha). 
Sodelujejo tudi: Jani Hace, Blaž Celarec, Saša Olenjuk, Mojca Funkl, Boštjan Gombač, Mike Orešar, Nino Mureškič, Sofia Ristić, Igor Škerjanec, Gojko Tomljanovič, Bor Zuljan, Blaž Jurjevčič, Matej Rihter, Marko Juvan, Aleš Suša, Boštjan Grabner, Denis Kokalj, Irena Skumavec, Marino Kranjac, Zoran Škrinjar, Uroš Košir ...
Glavna urednica Zvončka je Magda Zore, diplomirana etnologinja, muzejska kustosinja, pedagoginja, ki je ilustratorka in hkrati tudi založnica Zvončka. Glasbena urednica je Marta Zore. 
Zvonček izhaja pri Založništvu Zore.

## Izdani kompleti
- Zvončkova abeceda
- Z igro do angleščine
- Rojstni dan
- Pri dedku in babici
- Zima zima bela
- Čip čiri bum
- V deželi škratov

Vse zgoščenke imajo dodane instrumentalne podlage, ki omogočajo, da otroci samostojno prepevajo. Pesmi so izvajali znani slovenski glasbeniki.